# Frances Corner
Frances Marie Corner, OBE, FRSA (nascida Agnew em 25 de fevereiro de 1959) é uma historiadora e académica de arte e design britânica, especializada em moda. Desde 2019, ela é directora do Goldsmiths, University of London. Em 23 de novembro de 2020, a equipa anunciou um voto de censura na Prof. Corner, tendo a moção de censura sido apoiada por 87% dos que votaram.
Anteriormente, ela foi diretora do London College of Fashion de 2005 a 2019, e pro vice-reitora da Universidade das Artes de Londres de 2013 a 2019. Ela leccionou na University of Gloucestershire e na London Metropolitan University, antes de ingressar no London College of Fashion.

## Vida pessoal
Em 1980, a então Frances Marie Agnew casou-se com Anthony Peter Corner. Juntos, eles têm um filho.
Nas Honras do Aniversário da Rainha de 2009, Corner foi nomeada oficial da Ordem do Império Britânico (OBE) pelos serviços prestados à indústria da moda.

## Obras selecionadas
- Corner, Frances (2014). Why fashion matters. London: Thames and Hudson. ISBN 978-0500517376